# Arktryck
Arktryck är en tryckteknik som innebär tryckning på papper i form av pappersark, till skillnad från tryck på papper från rulle. Trycktekniken kan exempelvis vara högtryck, djuptryck eller litografiskt offsettryck.